# Kopalnia Soli im. Tadeusza Kościuszki w Wapnie

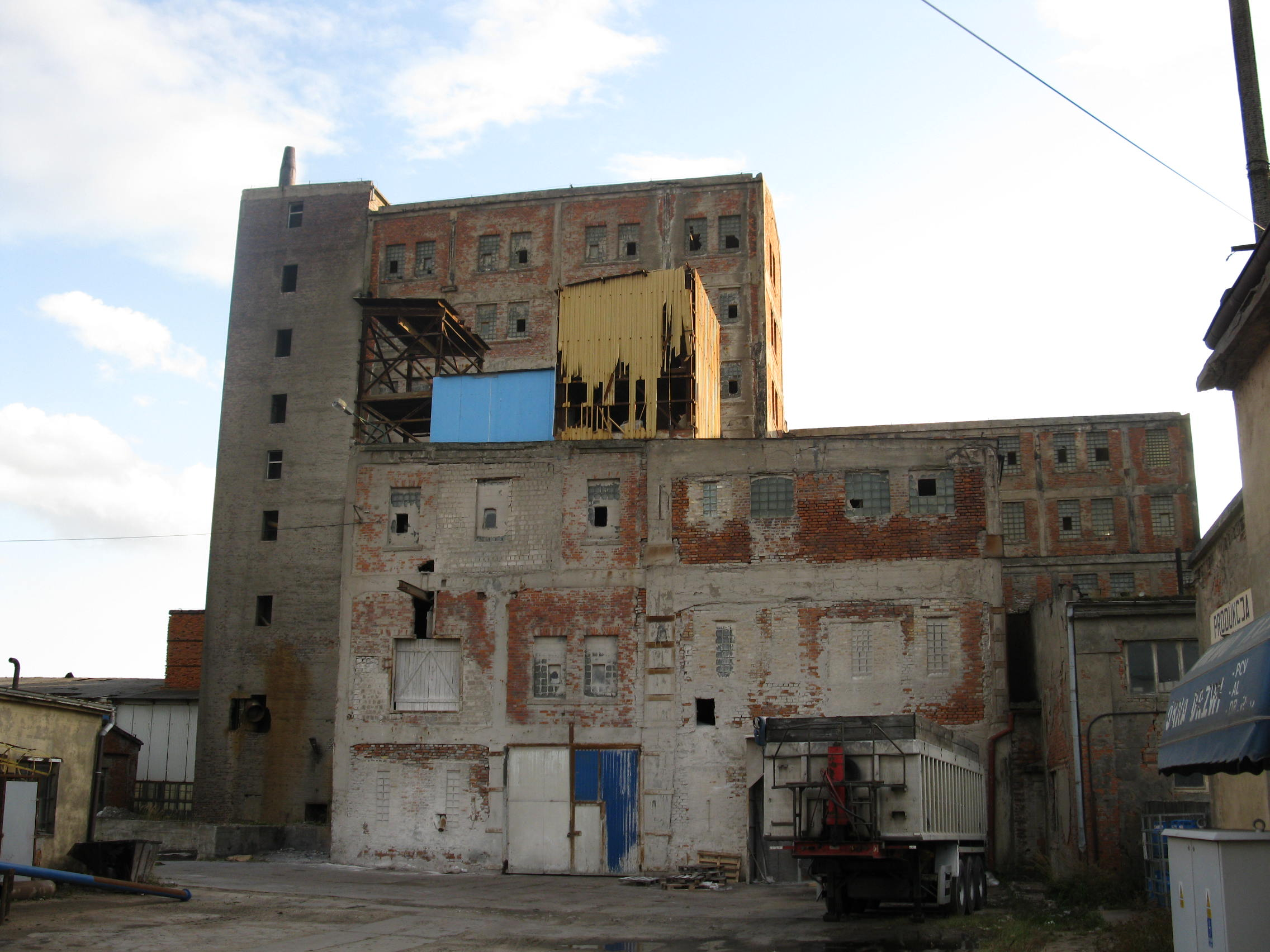
Zamknięta kopalnia w Wapnie

Kopalnia Soli im. Tadeusza Kościuszki w Wapnie – istniejąca w latach 1911–1977 kopalnia głębinowa soli kamiennej w miejscowości Wapno, powiat wągrowiecki, województwo wielkopolskie.

## Historia
W 1828 roku ówczesny właściciel Wapna Florian Wilkoński rozpoczął eksploatację złóż gipsu, który zalegał płytko pod powierzchnią gruntu. W latach 1869–1873 prowadzono wiercenia badawcze, które wykazały istnienie pod gipsem wysadu solnego. Zwierciadło soli występowało stosunkowo płytko i pokryte było czapą gipsowo–ilastą o grubości 20–160 m. Wysad otaczały porowate, silnie nawodnione skały, co stanowiło potencjalne zagrożenie dla eksploatacji złoża.
W 1898 zgodę na eksploatację wykupiła niemiecka spółka Solwerke. Po zatopieniu w 1907 kopalni soli w Inowrocławiu nadania górnicze w Wapnie wykupił belgijski koncern Solvay. W 1911 rozpoczęto drążenie szybu „Wapno I”, a w latach 1912–1917 – „Wapno II” o głębokości 420 m. Był to pierwszy szyb w polskim górnictwie solnym wykonany metodą zamrażania górotworu. Eksploatowano wysad solny występujący na obszarze o wymiarach 700×350 m, sięgający do około 4 km w głąb ziemi. W okresie międzywojennym kopalnię rozbudowano o zmechanizowany zakład przerobu soli. Wydobycie w 1931 roku sięgało 100 tys. ton.
Po II wojnie światowej przedsiębiorstwo upaństwowiono, a w latach 60. XX wieku rozbudowano. Od 1956 nazwę przedsiębiorstwa ustalono na Kopalnia Soli im. Tadeusza Kościuszki. W 1966 powstał kolejny szyb wydobywczy. W latach 1950–1965 produkcja wapieńskiej kopalni stanowiła ponad połowę wydobytej w Polsce soli kamiennej. Zakład obok działalności produkcyjnej odgrywał pozytywną rolę na płaszczyźnie społecznej, finansując budowę osiedli mieszkaniowych dla pracowników oraz obiektów użyteczności publicznej, działalność kulturalną, sportową i edukacyjną.
Kopalnia dysponowała 9 poziomami produkcyjnymi (z tego 6 eksploatowanych, a 3 najgłębsze przygotowywano do eksploatacji). W jednej z komór urządzono kaplicę. W latach 1967–1975 roczna produkcja soli przekraczała 400 tys. ton. Eksportowano ją do Czechosłowacji, Węgier, Szwecji, Finlandii, Norwegii, Gwinei, Wielkiej Brytanii, Danii i Nigerii. W latach 70. XX wieku wzrastało zagrożenie wodne kopalni wskutek istnienia zbyt cienkiej warstwy izolacyjnej, oddzielającej złoże od wód w utworach nadkładu. Pod presją ambitnych planów produkcyjnych, kierownictwo kopalni podjęło ryzyko eksploatacji poziomu III (230 m) w stropowej półce bezpieczeństwa, mimo że w okresie międzywojennym wstrzymywano się przed tym z obawy przed zalaniem. Do pierwszych awarii dochodziło już w latach 1970–1971, a w 1976 wykryto umiarkowany przeciek wód podskórnych do wyrobisk.
5 sierpnia 1977 roku w kopalni wydarzyła się jedna z największych katastrof w historii polskiego górnictwa. Nagły przybór wód podziemnych zalał poziom trzeci, który naruszono, nie zachowując odpowiedniej grubości ochronnej półki solnej. Bezpośrednią przyczyną było powstanie połączeń hydraulicznych między wyrobiskami a warstwami wodonośnymi poza wysadem. Wskutek zachwiania statyki górotworu, w otoczeniu kopalni pojawiły się liczne zapadliska gruntu. Aby ratować miejscowość, w rekordowym tempie ułożono 6-kilometrowy rurociąg z jeziora Czeszewskiego i wpompowywano wodę do szybu. Mimo tego 28 października 1977 duże zapadlisko objęło centrum Wapna, północną część stacji kolejowej oraz fragment linii nr 281 Gniezno-Nakło nad Notecią. 40 domów zostało zniszczonych (w tym bloki). Ewakuowano około 1,4 tysięcy mieszkańców, z których część utraciła domy i na zawsze opuściła miejscowość. Lokale dla ewakuowanych mieszkańców zlokalizowano w Wągrowcu, Złotowie, Trzciance, Pile, Wronkach, Czarnkowie, Szubinie, Poznaniu. Wobec wyłączenia kopalni z eksploatacji, plany produkcyjne przejęła kopalnia soli w Kłodawie. Wiadomość o katastrofie przez pewien czas była ukrywana przed opinią publiczną.
W kopalni nie prowadzono już wydobycia soli, w latach 80. XX w. funkcjonowała produkcja pomocnicza (remonty cystern, produkcja gipsu), a w 1998 przedsiębiorstwo zamknięto. Od lat 90. XX w. na terenie byłej kopalni funkcjonowały:  Zakład Naprawy Cystern s.c., Przedsiębiorstwo Produkcyjno–Handlowe Gipsico sp. z o.o., specjalizujące się w produkcji wyrobów chemii budowlanej oraz hurtownia Wenta.
Obszar w sąsiedztwie kopalni jest nadal strefą aktywną i zagrożoną nowymi szkodami górniczymi. W miejscowości można oglądać pozostałości starej kopalni, a także zrujnowane wskutek zapadlisk domy mieszkalne. W ruinach kopalni znajdują się młyn solny oraz maszyna parowa skonstruowana w Hucie Zgoda w 1931 roku.
W 2018 roku do rejestru zabytków nieruchomych województwa wielkopolskiego pod numerem 1057/Wlkp/A wpisano następujące obiekty kopalni pochodzące z lat 1929–1930: młyn solny, budynek kruszarki soli, dwie hale magazynów soli, dwie estakady komunikacyjne, budynek skażania soli oraz magazyn worków.